# Сидер Појнт (Канзас)
Сидер Појнт (енгл. Cedar Point) град је у америчкој савезној држави Канзас.

## Демографија
По попису из 2010. године број становника је 28, што је 25 (-47,2%) становника мање него 2000. године.
| Група             | 2000.      | 2010.      |
| Белци             | 50 (94,3%) | 27 (96,4%) |
| Афроамериканци    | 0 (0,0%)   | 0 (0,0%)   |
| Азијати           | 0 (0,0%)   | 0 (0,0%)   |
| Хиспаноамериканци | 0 (0,0%)   | 0 (0,0%)   |
| Укупно            | 53         | 28         |